# سامبرا، شتلند
سامبرا (به انگلیسی: Sumburgh) یک روستا در اسکاتلند است که در شتلند واقع شده‌است.
فرودگاه سامبرا در فاصلهٔ کوتاهی در شمال سامبرا قرار دارد. این روستا حدود ۱۰۰ نفر جمعیت دارد. محوطه باستان‌شناسییارلزهف در غرب سامبرا و در مجاورت هتل سامبرا است.